# Tupinambá

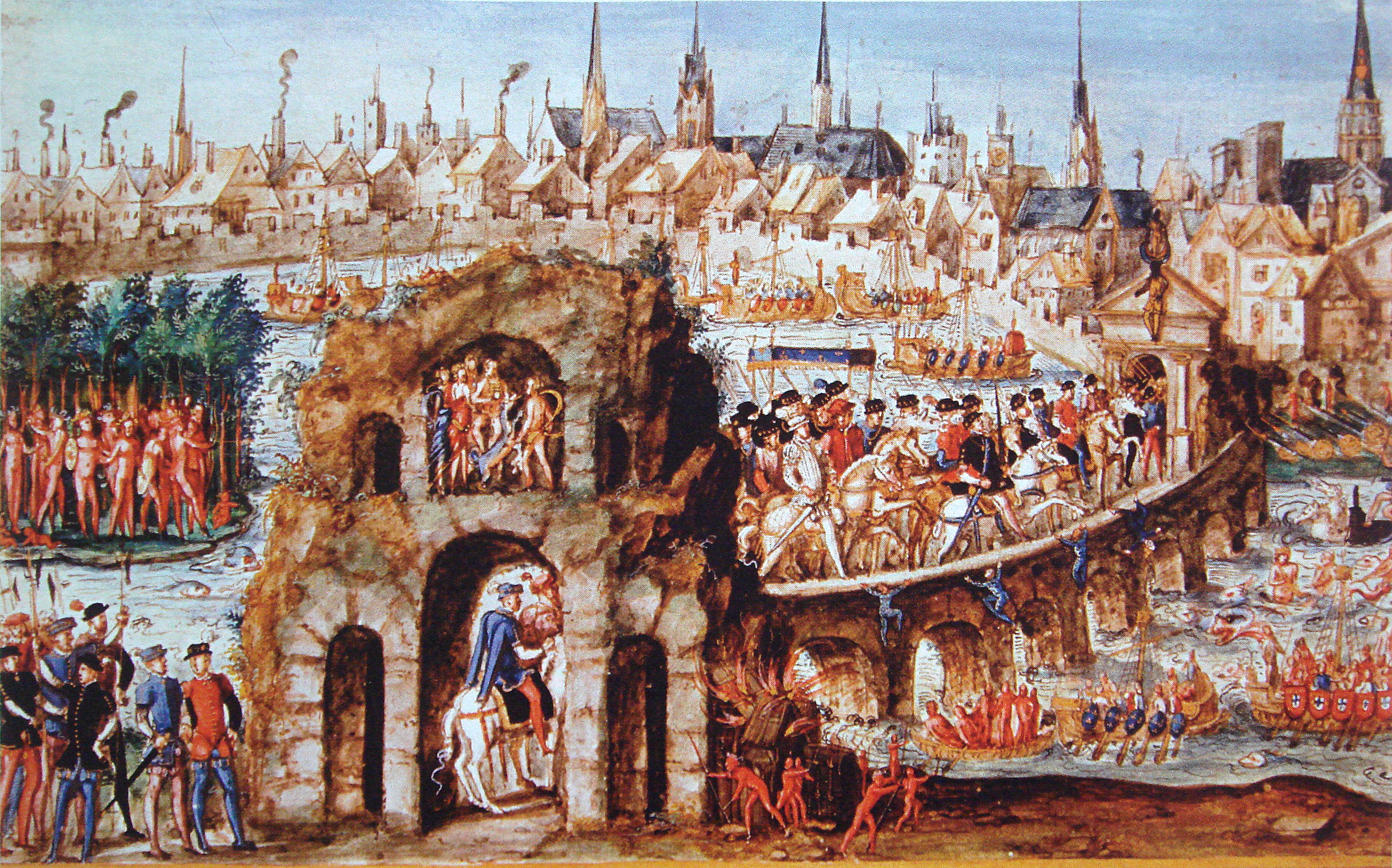
La France Antarctique (pilota brasilera) per Enric II de França a Rouen, 1 d'octubre de 1550. 300 homes despullats van ser utilitzats per il·lustrar la vida al Brasil i una batalla entre els Tupinambá aliats dels francesos, i els indis Tabajara.

Els tupinambá són un dels diversos grups ètnics Tupí que habiten Brasil des d'abans de la conquesta de la regió pels portuguesos. En els primers anys de contacte amb els portuguesos, els Tupinambás van viure en tota la costa Oriental del Brasil, i el nom era també aplicat a altres grups parlants de Tupí com el Tupiniquim, Potiguara, Tupinambá, Temiminó, Caeté, Tabajara, Tamoio, Tupinaé entre d'altres. En un sentit exclusiu, es pot aplicar als pobles Tupinambá que una vegada van habitar la riba dreta del Riu São Francisco en la badia Recôncavo i des del Cap de São Tomé a Rio de Janeiro a la ciutat de São Sebastião a São Paulo. La seva llengua sobreviu avui en la forma de Nheengatu.
Hi ha altres dues regions on van habitar els Tupinambá. Els Tupinambá de Olivença vivien en la regió de Mata Atlàntica del sud de Bahia. La seva àrea és 10 quilòmetres al nord de la ciutat de Ilhéus i s'estén de la costa del poble de Olivença a la Serra das Trempes i Serra do Padeiro. Els altres se situen en el baix Tapajós en l'estat brasiler de Pará.
Els Tupinambás són profusament descrits en el llibre d'André Thevet 1572 Cosmographie universelle, al de Jean de Léry Història d'un Viatge a la Terra de Brasil (1578), i al de Hans Staden Warhaftige Historia und beschreibung eyner Landtschafft der Wilden Nacketen que descriu els Tupinambas practicant el canibalisme. Thevet I Léry van ser una inspiració per l'assaig de Montaigne Of Cannibals, i va influir la creació del mite del "salvatge noble" durant la Il·lustració.

## Galeria

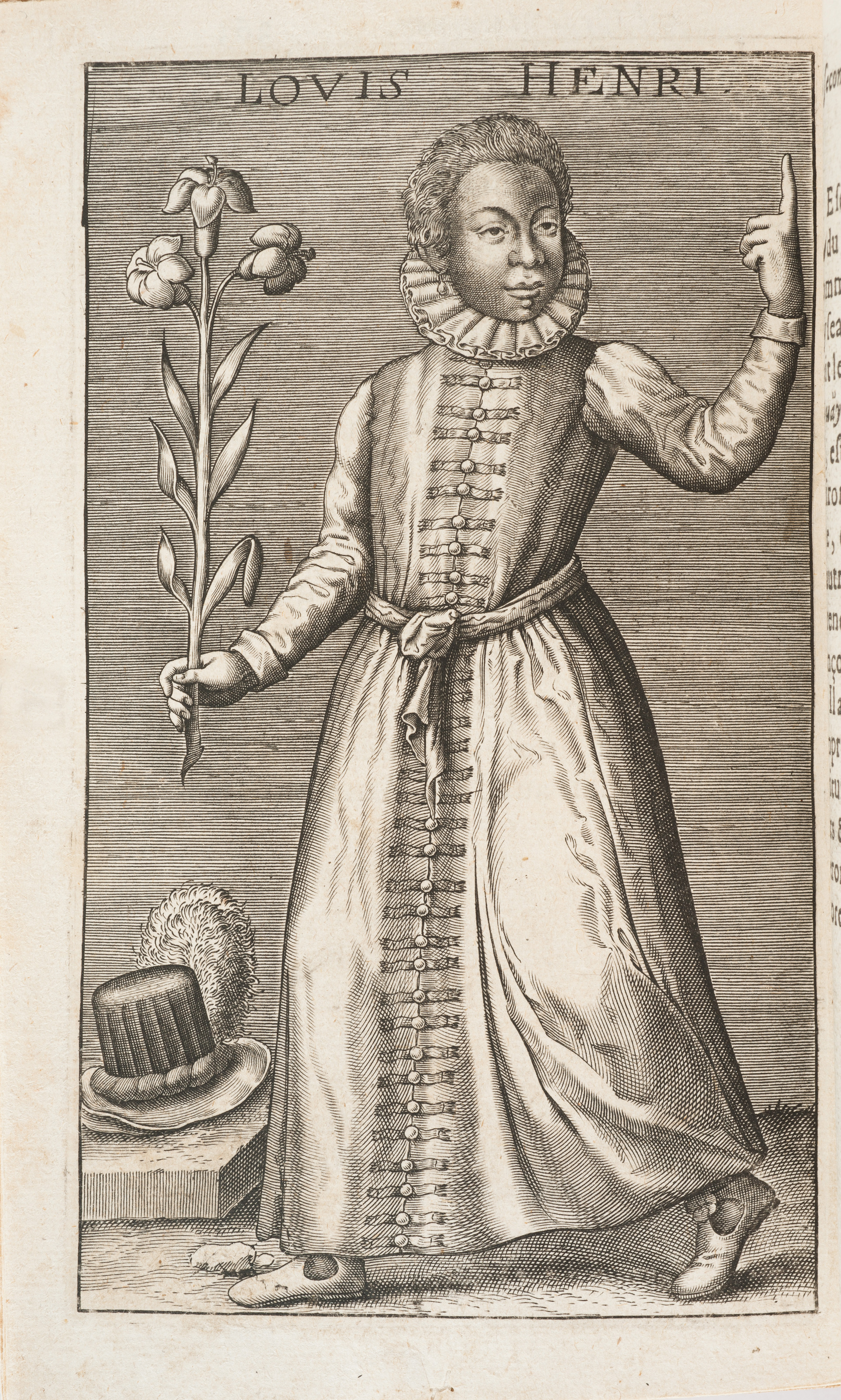
Un Tupinambá anomenat "Louis Henri" que va visitar Lluís XIII de França a Paris el 1613, a l'obra de Claude d'Abbeville, Histoire de la mission.
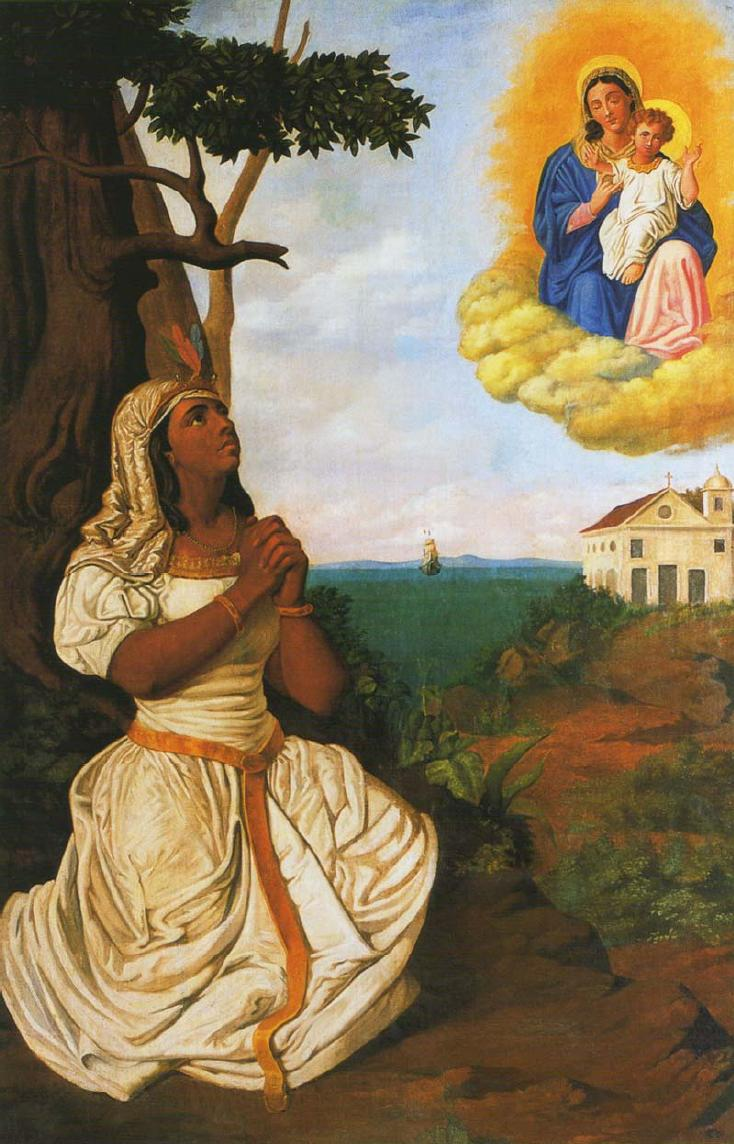
Catarina Paraguaçu, esposa del mariner portuguès Diogo Álvares Correia, en una pintura de 1871.
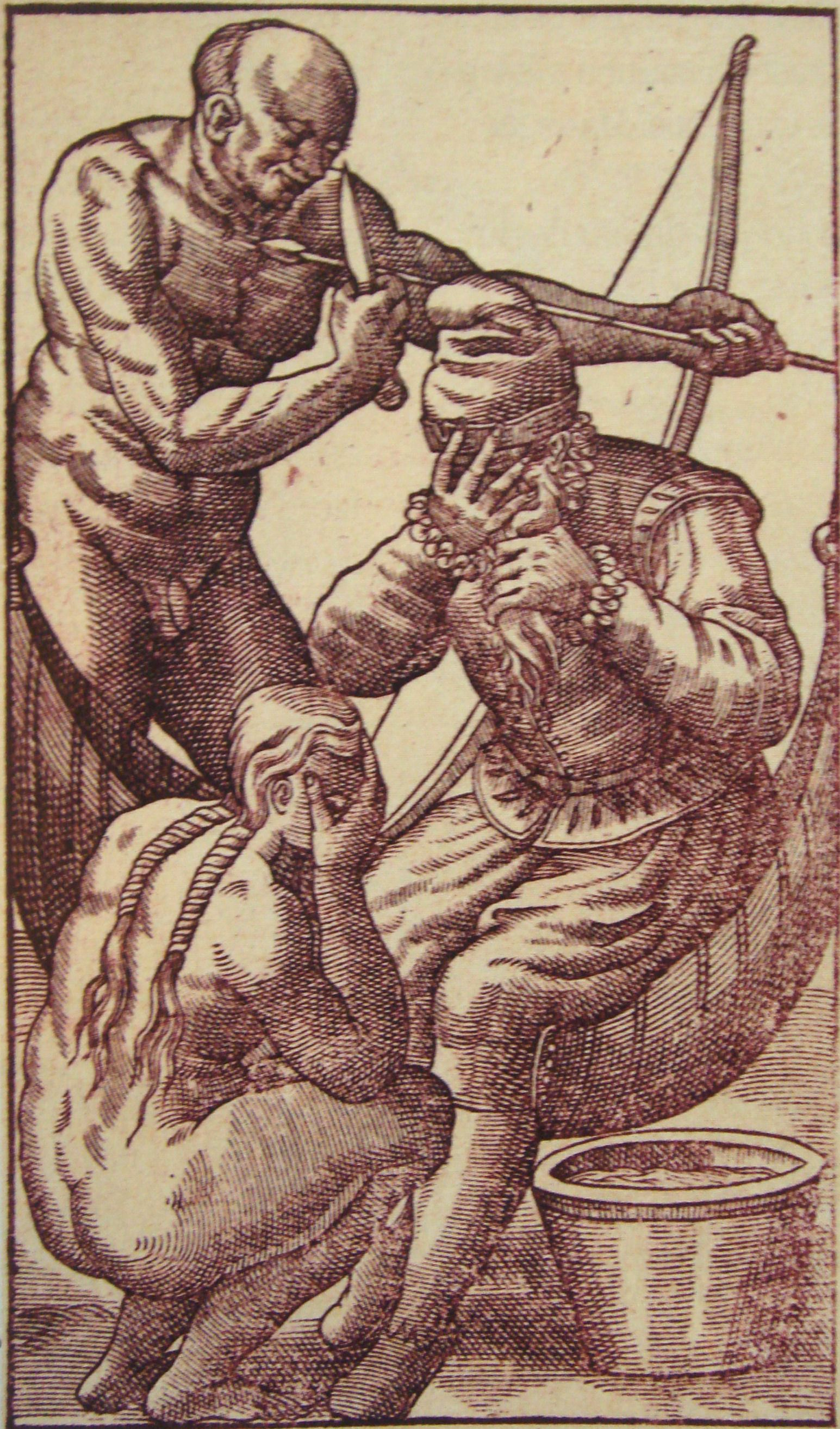
"Salutations larmoyantes" descrivint els Tupinambás, a Histoire d'un voyage faict en la terre du Brésil (1578), Jean de Léry, 1580.

Els tupinambá poden haver donat el seu nom a la paraula francesa del Nyàmera, el topinambour.